# Scapulaseius jimenezi
Scapulaseius jimenezi är en spindeldjursart som först beskrevs av Denmark och Evans 1999.  Scapulaseius jimenezi ingår i släktet Scapulaseius och familjen Phytoseiidae. Inga underarter finns listade i Catalogue of Life.